# Bože, čuvaj Hrvatsku
"Bože, čuvaj Hrvatsku" proturatna je i domoljubna pjesma hrvatskog glazbenika Đanija Maršana, koja sadrži emente kršćanstva. Objavljena je 1991. godine na istoimenoj ploči. Tekstopisci pjesme su Đani Maršan i Drago Britvić, a skladatelj i izvođač je Đani Maršan. Jedna je od nekih pjesama Đanija Maršana, koje su obilježile borbu za samostalnost Hrvatske.

## Povijest

### Nastanak
Đani Maršan je izjavio jednom prigodom za HRT, da je izvornik pjesme nastao u Zadru, no nije bio zadovoljan s tekstom. Kasnije je Drago Britvić obradio pjesmu i napisao nekoliko inačica stihova.

### Ostalo
U siječnju 1992. godine, Đani Maršan je s Zlatkom Pejakovićem nastupao na humanitarnom koncertu u New Yorku. Pratili su kako se objavljivao popis država koje su priznale Hrvatsku.
Postala je i stranačka himna Hrvatske demokratske zajednice, a također je otpjevana na sprovodu dr. Franje Tuđmana, nakon govora akademika Vlatka Pavletića.
Godine 2017., izvedena je na otvorenju Kipa Gospe od Loreta u Primoštenu.

## Vanjske poveznice
- HD inačica pjesme
- TV spot pjesme